# Undec-10-een-1-ol
Undec-10-een-1-ol is een onverzadigd onvertakt primair alcohol.

## Voorkomen en synthese
Deze verbinding komt in de natuur voor, met name in de olie van Litsea odorifera, een plant uit de laurierfamilie die in Indonesië voorkomt. Ze kan geproduceerd worden door reductie van het corresponderende carbonzuur, undecyleenzuur (10-undeceenzuur), of van de ethyl- of methylester van dit carbonzuur. Undecyleenzuur zelf is een product van de pyrolyse van ricinusolie.

## Toepassingen
Undec-10-een-1-ol kan gebruikt worden als geurstof of smaakstof. Ze heeft een geur die wordt omschreven als fris citrusachtig.
Ze wordt ook gebruikt voor de synthese van andere stoffen zoals undec-10-enal, en als comonomeer of modifier in polymeren. Ze brengt zijketens met polaire hydroxylgroepen in het polymeer in wat de eigenschappen van het polymeer beïnvloedt. Een copolymerisatie met propyleen bijvoorbeeld levert een polymeer op met betere kleefeigenschappen dan polypropyleen op zichzelf. Copolymerisatie met ethyleen is ook mogelijk.